# Delia Losa Carballido
Delia Losa Carballido (Mieres, 12 de agosto de 1954) es una abogada y política socialista española. Ejerció como delegada del Gobierno en el Principado de Asturias entre 2018 y 2024.

## Biografía

### Orígenes familiares y formación académica
Hija de Gustavo Losa, presidente del Caudal Deportivo (1975), concejal de Hacienda (1979), y alcalde de Mieres (1991-1995). Anteriormente, y durante décadas estuvo al frente de una joyería situada en la principal arteria comercial de Mieres, la calle Manuel Llaneza. Estaba casado con Etelvina Carballido Fernández. El matrimonio tuvo tres hijos: Gustavo, Delia y María Elena Susana. La familia está emparentada con masones en México.
Comenzó sus estudios en el Liceo Mierense, continuándolos en el colegio Santo Domingo de Guzmán de las Dominicas de la Anunciata. Realizó el bachillerato en el Instituto Bernardo de Quirós, donde estaba de directora Carmen Castañón, que fomentó la actividad cultural entre los alumnos. Allí representó diversas obras teatrales. En su juventud también formó parte del coro de la Ópera de Oviedo, durante trece temporadas. Tras licenciarse en Derecho en la Universidad de Oviedo (1978), ejerció la abogacía (1979-1982), trabajando en el despacho de Antonio Masip.

### Actividad política
Es militante del PSOE desde los veinte años. En 1983 comenzó su carrera política en Madrid a donde se trasladó para integrarse en el gabinete jurídico del grupo parlamentario socialista en el Congreso de los Diputados. 
En 1986, regresó a Asturias, coincidiendo con el gobierno autonómico de Pedro de Silva, para integrarse en la Secretaría de Relaciones Institucionales. Desde entonces ha estado vinculada al partido socialista en Oviedo. Con Alfredo Carreño al frente del partido en Oviedo, formó parte de dos ejecutivas. 
Durante treinta años ha trabajado en la Administración del Principado de Asturias como Jefa de la Unidad Jurídica de Farmacia y de Inspección de Centros y Servicios Sanitarios de la Consejería de Sanidad.
Y hasta antes de su designación como Delegada del Gobierno en Asturias, era la secretaria de Política Institucional.
Firme defensora de Pedro Sánchez, asistió al XXXIX Congreso del PSOE, siendo designada vocal en la Comisión de Ética y Garantías, y por tanto del comité federal del partido.
En junio de 2018 fue nombrada delegada del Gobierno en Asturias, cargo que desempeñó durante más de seis años, hasta su cese en julio de 2024, siendo susitutida por la también socialista Adriana Lastra.

### Vida personal
Está casada con un geólogo, que trabajó en el Centro Geográfico del Ejército y fue director de la Estación Invernal de Pajares (Asturias). El matrimonio tiene una hija.